# مارپیچ طلایی

شکل حدودی اسپیرال طلائی

در هندسه اسپیرال طلائی (به انگلیسی: Golden spiral) یا مارپیچ طلائی  یک اسپیرال لگاریتمی است که عامل رشد آن φ نسبت طلایی است. اسپیرال طلائی بر پایه φ به ازا هر ربع چرخش گسترده‌تر یا بازگردانده‌تر به مبدا می‌شود.

## فرمول
دستگاه مختصات قطبی برای اسپرال طلائی مانند اسپیرال لگاریتمی است، ولی با رشد مخصوص  b:
{\displaystyle r=ae^{b\theta }\,}
یا
{\displaystyle \theta ={\frac {1}{b}}\ln(r/a),}
با عدد e مانند لگاریتم، a
هست مثبت و ممتد مانند زمانی که bو   θ  طبیعی است  زاویه قائمه ربع چرخش در جهت دیگر):
{\displaystyle e^{b\theta _{\mathrm {right} }}\,=\varphi }
در نتیجه b می‌دهد
{\displaystyle b={\ln {\varphi } \over \theta _{\mathrm {right} }}.}
مقدار عددی b بستگی دارد به اینکه زاویه سمت راست به اندازه ۹۰ درجه باشد یا  {\displaystyle \textstyle {\frac {\pi }{2}}} رادیان
زاویه می‌تواند در جهت دیگر باشد و نوشتن فرمول برای مقدار مطلق {\displaystyle b} (که b  می‌تواند همچنین مقدار منفی باشد) ساده‌تر است :
{\displaystyle |b|={\ln {\varphi } \over 90}=0.0053468\,} for θ in degrees;
{\displaystyle |b|={\ln {\varphi } \over \pi /2}=0.306349\,} for θ in radians.

اعداد فیبوناچی نمایش برای اندازه مربعات ۱، ۱، ۲، ۳، ۵، ۸، ۱۳، ۲۱ و ۳۴.

فرمول دیگر برای لگاریتم و اسپیرال طلائی به شرح زیر است:
{\displaystyle r=ac^{\theta }\,}
جایی که ثابت c می دهد:
{\displaystyle c=e^{b}\,}
که برای اسپرال طلائی  c می‌دهد مقدار:
{\displaystyle c=\varphi ^{\frac {1}{90}}\doteq 1.0053611}
اگر θ به درجه اندازه‌گیری شود و
{\displaystyle c=\varphi ^{\frac {2}{\pi }}\doteq 1.358456.}
اگر θ اندازه‌گیری شود به رادیان.

## خصوصیات
اسپیرال طلائی مانند اسپیرال لگاریتمی هیچ حدی ندارد و شکل ثابتی است. روی هر نقطه از اسپیرال می‌توان به هر یک از دو سو تا بی‌نهایت حرکت کرد. از یک سو هرگز به مرکز نمی‌رسیم و از سوی خارجی نیز هرگز به انتها نمی‌رسیم. هسته اسپیرال لگاریتمی وقتی با میکروسکوپ مشاهده می‌شود همان منظره‌ای را دارد که وقتی به اندازه هزاران سال نوری به جلو می‌رویم، دارد.